# Sinitovo, Pazardjik
Sinitovo (în bulgară Синитово) este un sat în comuna Pazardjik, regiunea Pazardjik,  Bulgaria. 

## Demografie
Componența etnică a satului Sinitovo
     Bulgari (82,51%)
     Romi (12,05%)
     Nicio identificare (5,43%)
     Altele (0,56%)
La recensământul din 2011, populația satului Sinitovo era de 1.950 locuitori. Din punct de vedere etnic, majoritatea locuitorilor (82,51%) erau bulgari, cu o minoritate de romi (12,05%). Pentru 5,43% din locuitori nu este cunoscută apartenența etnică.